# Văn Hóa
Văn Hóa là một xã thuộc huyện Tuyên Hóa, tỉnh Quảng Bình, Việt Nam.

## Địa lý
Xã Văn Hóa nằm ở phía đông nam huyện Tuyên Hóa, có vị trí địa lý:
- Phía đông giáp huyện Quảng Trạch với ranh giới là sông Gianh
- Phía tây giáp xã Châu Hóa và xã Cao Quảng
- Phía nam giáp thị xã Ba Đồn
- Phía bắc giáp xã Tiến Hóa và huyện Quảng Trạch với ranh giới là sông Gianh.

Xã Văn Hóa có diện tích 44,52 km², dân số năm 2019 là 2.833 người, mật độ dân số đạt 64 người/km².

## Lịch sử
Theo các tài liệu ghi, vùng đất Lệ Sơn-Văn Hóa (Tuyên Hóa) đã nổi danh từ hàng trăm năm trước và được mệnh danh là "Đệ nhất bát danh hương" trong tám ngôi làng nổi tiếng văn vật của Quảng Bình: Sơn - Hà - Cảnh - Thổ - Văn - Võ - Cổ - Kim (Lệ Sơn, La Hà, Cảnh Dương, Thổ Ngọa, Văn La, Võ Xá, Cổ Hiền, Kim Nại).
Năm 1471, tướng quân Lê Văn Hành hộ tống vua Lê Thánh Tông dẹp loạn Chiêm Thành khi đi qua đây đã trầm trồ, khen ngợi địa thế phong thủy rất đẹp của vùng đất. Văn Hóa nằm tựa lưng vào 99 ngọn núi, nhìn sang phía sông Gianh có Lèn Rồng, nhìn lên hướng đông nam có dãy núi Lèn Bảng, quay sang hướng tây bắc có lèn Bạch Mã, trước mặt có dòng sông Gianh uốn mình ôm lấy làng như cánh võng.
Khi dẹp xong giặc, ông xin vua Lê cho gia đình cùng đinh tráng của 8 họ vào khai khẩn 800 mẫu ruộng để lập ấp, đó là sơ khai của làng. Sau đó, đích thân Lê Văn Hành ra Nghệ An mời thầy đồ Trần Cảnh Huống vào mở trường dạy học, mở mang dân trí, đặt nền móng vững chắc cho đạo học của làng.